# Leonard James Olivier
Leonard James Olivier SVD (* 12. Oktober 1923 in Lake Charles, Louisiana; † 19. November 2014) war Weihbischof in Washington.

## Leben
Leonard Olivier war das fünfte der acht Kinder (drei Söhne, fünf Töchter) von Mathilda Rochon Olivier und James L. Olivier. Er wuchs in einer katholisch geprägten Umgebung auf. Nach dem Besuch der Sacred Heart Elementary School in Lake Charles trat er 1939 in das Kleine Seminar (St. Augustine minor seminary) der Steyler Missionare in Bay St. Louis, Mississippi, und später in die Ordensgemeinschaft der Steyler Missionare (Gesellschaft des Göttlichen Wortes) ein, weil diese damals eine von nur zwei katholischen Ordensgemeinschaften in den USA waren, die Schwarze aufnahmen (Olivier gehörte zur kreolischen Bevölkerungsgruppe). Nach dem Studium der Philosophie und Theologie empfing er am 29. Juni 1951 in Bay St. Louis, Mississippi, die Priesterweihe. Von 1952 bis 1973 hatte Olivier verschiedene Rektorenposten in den Seminaren seines Ordens inne. Von 1974 bis 1982 war er Sekretär für alle ordenseigenen Seminare in den USA sowie Provinzial in Iowa. Er war Pfarrer in Lafayette, Louisiana, und Vikar für die schwarze Bevölkerung im Bistum Lafayette.
Papst Johannes Paul II. ernannte ihn am 10. November 1988 zum Weihbischof in Washington und Titularbischof von Legia. Der Erzbischof von Washington James Aloysius Kardinal Hickey spendete ihm am 20. Dezember 1988 die Bischofsweihe; Mitkonsekratoren waren Eugene Antonio Marino SSJ, Erzbischof von Atlanta, und Álvaro Corrada del Rio SJ, Weihbischof in Washington.  Er war der 13. schwarze Bischof in den USA. Am 18. Mai 2004 nahm Papst Johannes Paul II. seinen altersbedingten Rücktritt an.
Leonard Olivier war Mitglied des African-American Catholic Bishops Subcommittee on Youth und des Ad Hoc Steering Committee for the National Strategy on Vocations sowie des U.S. Bishops’ Committee on Priestly Life and Ministry. Er war Mitglied des Covenant House und des National Black Catholic Congress ebenso wie dem National Black Catholic Clergy Caucus und der Pan African Roman Catholic Clergy Conference.
Er gehörte dem Ritterorden vom Heiligen Petrus Claver, dem Souveränen Malteserorden und den Kolumbusrittern an.